# Venceslaus Ulricus Hammershaimb

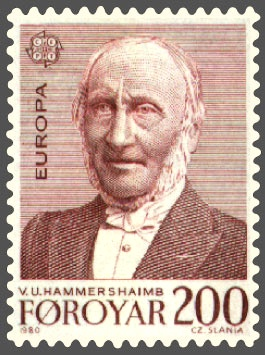
Hammershaimb en un sello de 1980.

Venceslaus Ulricus Hammershaimb (Sandavágur, 25 de marzo de 1819-Copenhague, 8 de abril de 1909) fue un escritor, folclorista y gramático feroés. 
Estableció la moderna ortografía del feroés basándose en una tradición continuada escrita desde el nórdico antiguo. Esta ortografía, sin embargo, no es fonética. Por ejemplo, la letra Ð fue mantenida por razones etimológicas pese a que en la lengua hablada no corresponde a ningún fonema específico (siendo mayoritariamente muda).

## Obra
- 1851: Sjúrðar Kvæði
- 1855: Færøske Kvæder
- 1884: Føroyingasøga. Tórshavn - 137 S.
- 1891: Færøsk Anthologi I. Tekst samt historisk og grammatisk Indledning, Kopenhagen; 3. Nachdruck, Tórshavn.
- 1891: Færøsk Anthologi II. Ordsammling og Register